# GP Denain 2000
De 42e editie van de wielerwedstrijd GP Denain werd gehouden op 20 april 2000. De start en finish vonden plaats in Raismes en Denain in het Franse Noorderdepartement. De winnaar was de Italiaan Endrio Leoni, gevolgd door Thor Hushovd en Leonardo Guidi.

## Uitslag
| GP Denain 2000 |                  |                                |          |
| Plaats         | Naam             | Ploeg                          | tijd     |
| Winnaar        | Endrio Leoni     | Alessio-Bianchi                | 4u28'20" |
| 2              | Thor Hushovd     | Crédit Agricole                | z.t.     |
| 3              | Leonardo Guidi   | Alessio-Bianchi                | z.t.     |
| 4              | Jo Planckaert    | Cofidis                        | z.t.     |
| 5              | Lars Michaelsen  | Française des Jeux             | z.t.     |
| 6              | Marcel Wüst      | Festina                        | z.t.     |
| 7              | Ludovic Capelle  | Ville de Charleroi-New Systems | z.t.     |
| 8              | Martin van Steen | Farm Frites                    | z.t.     |
| 9              | Jaan Kirsipuu    | AG2R Prévoyance                | z.t.     |
| 10             | Niko Eeckhout    | Palmans-Ideal                  | z.t.     |

1959 · 1960 · 1961 · 1962 · 1963 · 1964 · 1965 · 1966 · 1967 · 1968 · 1969 · 1970 · 1971 · 1972 · 1973 · 1974 · 1975 · 1976 · 1977 · 1978 · 1979 · 1980 · 1981 · 1982 · 1983 · 1984 · 1985 · 1986 · 1987 · 1988 · 1989 · 1990 · 1991 · 1992 · 1993 · 1994 · 1995 · 1996 · 1997 · 1998 · 1999 · 2000 · 2001 · 2002 · 2003 · 2004 · 2005 · 2006 · 2007 · 2008 · 2009 · 2010 · 2011 · 2012 · 2013 · 2014 · 2015 · 2016 · 2017 · 2018 · 2019 · 2020 · 2021 · 2022 · 2023 · 2024 · 2025